# سفارة المغرب في الجزائر
سفارة المغرب في الجزائر هي أرفع تمثيل دبلوماسي لدولة المغرب لدى الجزائر. تقع السفارة في المرادية وهي تهدف لتعزيز المصالح المغربية في الجزائر.

## قطع العلاقات الدبلوماسية
قطع المغرب من جانبه علاقاته مع الجزائر سنة 1976 بعد اعترافها بقيام الجمهورية العربية الصحراوية الديمقراطية. ولم تستأنف العلاقات إلا في 1988 بعد وساطة سعودية.
قطعت الجزائر علاقاتها مع المغرب بتاريخ 24 أغسطس 2021 بسبب ما وصفته بالأعمال العدائية للمملكة.
بتاريخ 22 سبتمبر 2021 أغلقت الجزائر مجالها الجوي في وجه الطائرات المدنية والعسكرية المغربية، وتلك التي تحمل رقم تسجيل مغربي.
| بداية الفترة   | السفير              | نهاية الفترة  | ملوك المغرب              | رؤساء الجزائر                       |
| -------------- | ------------------- | ------------- | ------------------------ | ----------------------------------- |
| 1962           | محمد عواد           | 18 ماي 1964   | الحسن الثاني             | أحمد بن بلة                         |
| 18 ماي 1964    | قاسم الزهيري        | 1965          | الحسن الثاني             |                                     |
| 4 نوفمبر 1965  | التهامي الوزاني     | 8 سبتمبر 1967 | الحسن الثاني             | هواري بومدين                        |
| 1967           | عبد اللطيف الفيلالي | 1968          | الحسن الثاني             | هواري بومدين                        |
|                | يوسف بلعباس         | 1971          | الحسن الثاني             | هواري بومدين                        |
|                | محمد السجلماسي’‘    |               | الحسن الثاني             | هواري بومدين                        |
|                | أحمد السنوسي        | ديسمبر 1975   | الحسن الثاني             | هواري بومدين                        |
| 22 مايو 1988   | عبد اللطيف بربيش    | يناير 1989    | الحسن الثاني             | الشاذلي بن جديد                     |
| 28 يناير 1989  | عبد القادر بنسليمان | 1992          | الحسن الثاني             | الشاذلي بن جديد                     |
|                |                     |               | الحسن الثاني             | الشاذلي بن جديد                     |
| 26 يناير 1993  | عبد الكريم السمار   | 1995          | الحسن الثاني             | اليمين زروال                        |
| 5 نوفمبر 1996  | عبد الرزاق الدغمي   | أغسطس 2000    | الحسن الثاني/محمد السادس | اليمين زروال/عبد العزيز بوتفليقة    |
| 2 سبتمبر 2000  | محمد سعيد بن ريان   |               | محمد السادس              | عبد العزيز بوتفليقة                 |
|                | بن عبد الله بن كزول |               | محمد السادس              | عبد العزيز بوتفليقة                 |
| يناير 2006     | عبد الله بلقزيز     | 2016          | محمد السادس              | عبد العزيز بوتفليقة                 |
| 14 أكتوبر 2016 | لحسن عبد الخالق     | 24 أغسطس 2021 | محمد السادس              | عبد العزيز بوتفليقة/عبد المجيد تبون |

## المغاربة المقيمين في الجزائر
بحسب المندوبية السامية للتخطيط بلغ عدد المغاربة المقيمين في الجزائر 62.822 شخصًا سنة 2005.

## وصلات خارجية
- قائمة سفارات المغرب
- قائمة السفارات في الجزائر